# Chapelle Notre-Dame-des-Marins de Saint-Pierre-et-Miquelon
La chapelle Notre-Dame-des-Marins est une chapelle catholique située sur l'île aux Marins, dans l'archipel de Saint-Pierre-et-Miquelon.

## Localisation
L'église est située au sud de l'île aux Marins, une île située à la sortie du port de l'île Saint-Pierre.

## Historique
L'église est bâtie en 1874 pour la paroisse de l'île aux Chiens (devenue en 1931 l'île aux Marins), qui compte jusqu'à plus de 600 membres à la fin du XIXe siècle,.
Depuis les années 1960, l'île ne comporte plus aucun habitant, mais la chapelle continue à être utilisée.
Depuis la suppression du vicariat apostolique de Saint-Pierre et Miquelon le 1er mars 2018, elle est rattachée au diocèse de La Rochelle.

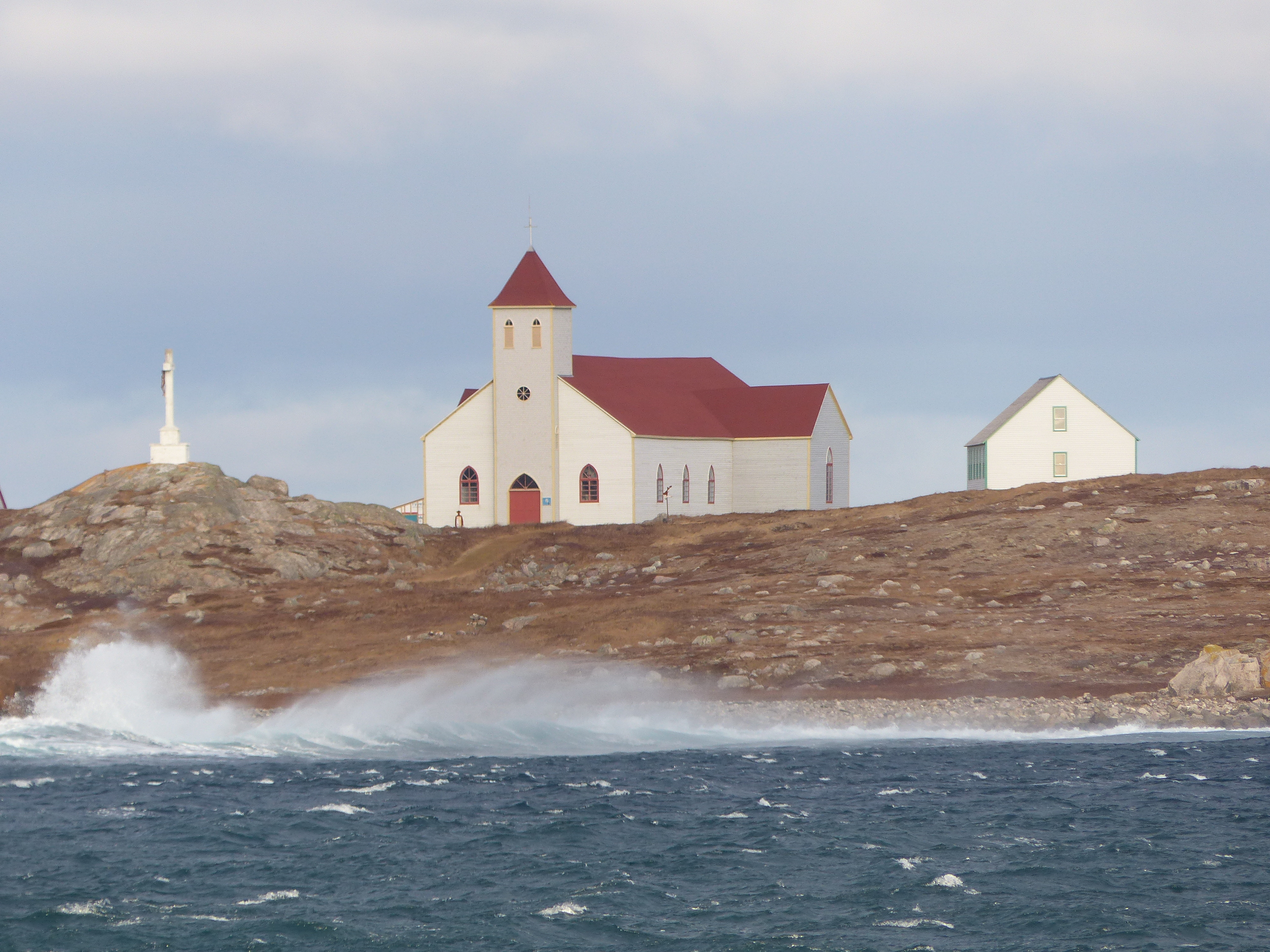
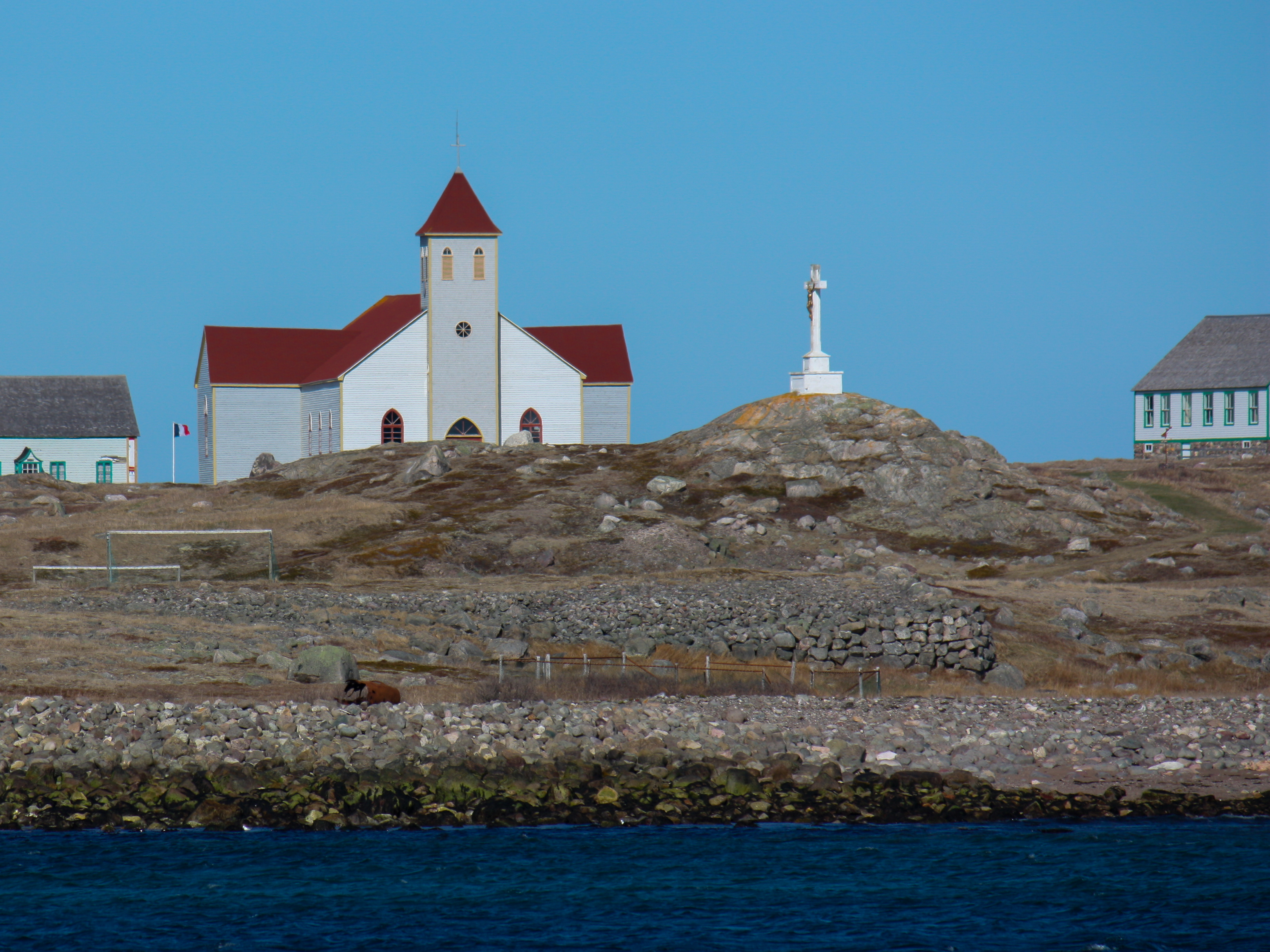

## Mobilier
Joseph Lemoine est l’auteur du chemin de croix de la chapelle Notre-Dame-des-Marins,.